# Elizabeth Tudor
Elizabeth Tudor, seudónimo de Lala Hassenberg (Azerí: Lalə Həssənbərg) (Bakú, 26 de julio de 1978) es una escritora de ciencia ficción Azerí de origen judío. Para 2008, ya era la autora de 18 novelas, publicadas enteramente en ruso.

## Biografía
Es miembro de la Federación Internacional de Escritores de Habla Rusa y la Unión de Escritores de Azerbaiyán, así como de asociaciones internacionales de escritores como The New Contemporary, Broad Universe y Gremio De Autores.

## Carrera
Se recibió de la Facultad de Ley de la Universidad Internacional de Azerbaiyán. También se graduó de la Universidad Internacional de Florida y Escuela de Derecho de la Universidad de Miami.
Comenzó a escribir en 1994, habiendo elegido ciencia ficción como su género, se ha dedicado completamente a su obra literaria desde 1998. 
Su primera novela fue publicada en 2001, la novela de ciencia ficción La Guerra de los Tiempos. En 2002 Tudor fue aceptada como miembro de la Unión de Escritores de Azerbaiyán. En el mismo año, fueron publicados sus dos nuevos libros, la novela Elegidos de los Cielos y la colección de aventuras fantásticas Asesino Chupacabra.
En 2003, completó su novela histórica-fantástica El Secreto del Caspio Subacuático. 2004 estuvo marcado por la publicación de su novela de ciencia ficción Siete Enviados, la cual dedicó a la memoria del escritor inglés Walter Scott.  En 2005, dos más de sus libros fueron publicados - Exilios de Cielos y Maestros de los Cielos.
En 2007, la siguiente novela de ciencia ficción de Tudor, Colisión, fue dedicada al Gobernador de California Arnold Schwarzenegger. En el mismo año se publicó su colección de historias La Sombra de los Siglos. 
Su serie de novelas Saros de fantasía histórica, será según se dice, una serie de 13 volúmenes.

## Obras

### Novelas
- «Война времен» (2001) (La Guerra de los Tiempos)
- «Избранники небес» (2002) (Elegidos de los Cielos)
- «Тайны подводного Каспия» (2004) (Secretos del Caspio subacuático)
- «Семь посланников» (2004) (Siete Enviados)
- «Изгнанники небес» (2005) (Exilios de los Cielos)
- «Повелители небес» (2005) (Maestros de los Cielos)
- «Коллизия» (2007) (Colisión)
- Сарос. «Кевин Коннор» (2009) (Saros: Kevin Connor)
- Сарос. «Аарон Шмуэль» (2009) (Saros: Aaron Shmuel)
- Сарос. «Барак Келлерман» (2011) (Saros: Barak Kellerman)
- Сарос. «Борис Гроссман» (2013) (Saros: Boris Grossman)
- Сарос. «Аббас Алекперов» (2014) (Saros: Abbas Alakbarov)[4]

### Novelas cortas
- «Черная смерть в белую зиму»
- «Ложь, предательство и месть»
- «Тень веков» (2007) (La sombra de los siglos)

### Cuentos
- «Убийца Чупакабра» (2002) (Asesino Chupacabra)
- «Если наступит завтра…»
- «Захватчики миров»
- «Горячий капучино»  (Capuccino caliente)
- «Эльютера — остров грез»
- «Время, взятое взаймы»
- «Человек-шок»
- «Интеллигент-убийца»
- «Убийца времени»
- «Сон во сне»
- «Воришка Бен»
- «Заключенный 1333» (2008) (Prisionero 1333)